# Britha
Britha é um gênero de traça pertencente à família Arctiidae.